# Siglas poveiras

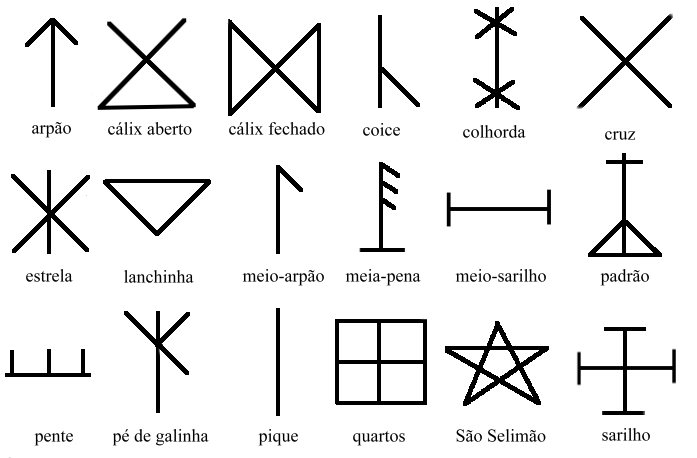
Desenhos base utilizados na maioria das siglas familiares poveiras.

As siglas poveiras ou marcas poveiras são uma forma de "proto-escrita primitiva", tratando-se de um sistema de comunicação visual simples usado na Póvoa de Varzim, Portugal, durante séculos, em especial pelas classes piscatórias. Para se escrever usava-se uma navalha, sendo gravadas sobre madeira, mas também poderiam ser pintadas, por exemplo, em barcos ou em barracos de praia.
Foram estudadas por diversos historiadores, de entre os quais se destacam António dos Santos Graça e Paulo de Sousa Pinto. As siglas têm uma possível origem viking e coincidem com o antigo alfabeto nórdico, as runas, tese que é promovida por antropólogos como o professor Octávio Lixa Felgueiras, que refere haver indícios antropológicos de comunidades nórdicas que se terão fixado na região. É também sabido que pela Europa, outros povos utilizaram este tipo de escrita logográfica, conhecida como marcas de casa, visto facilitar a comunicação não-verbal e  materializar uma maior sensação de pertença sobre os bens marcados.

## As siglas e a sua origem

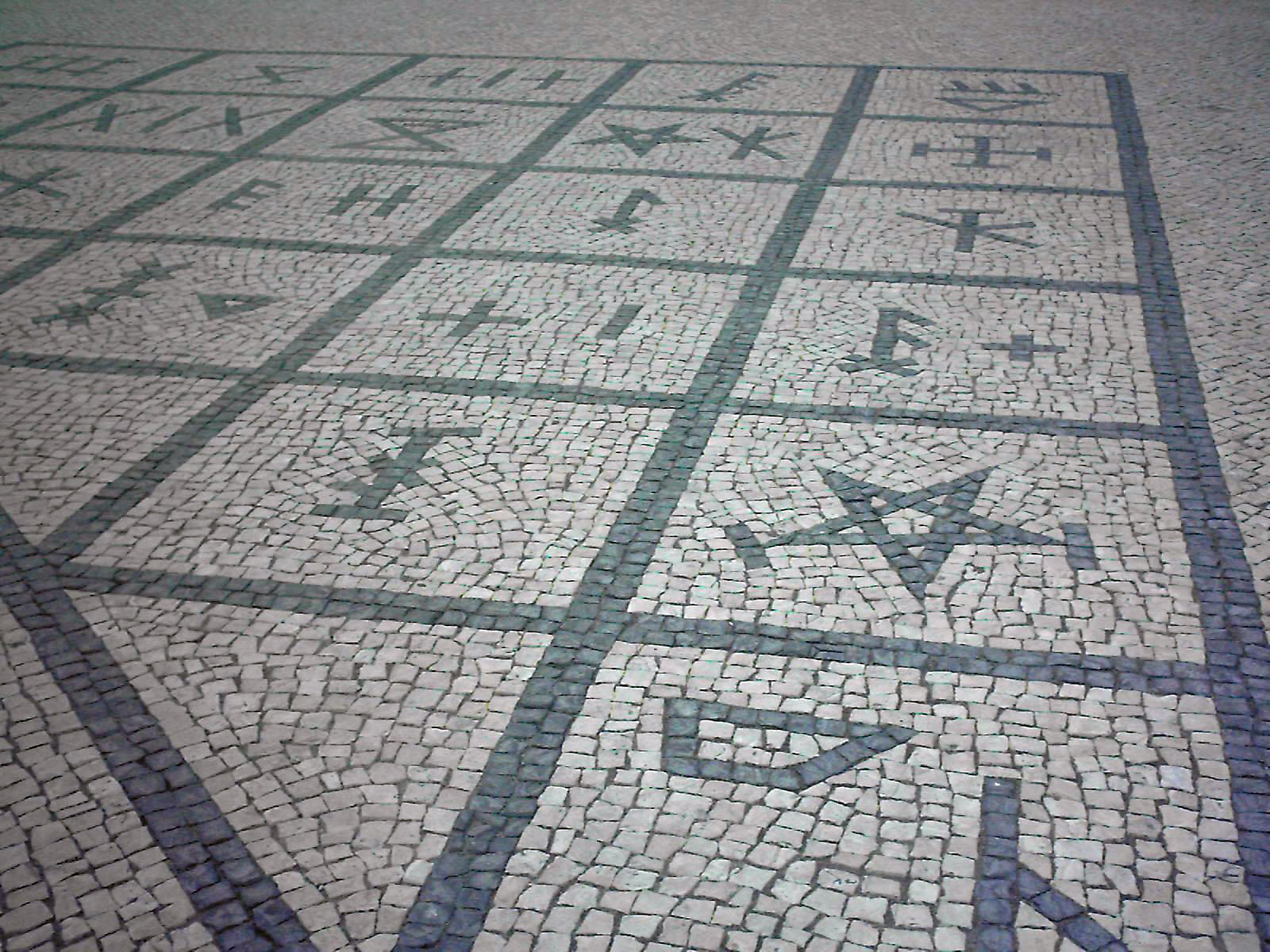
Calçada em mosaico português com siglas

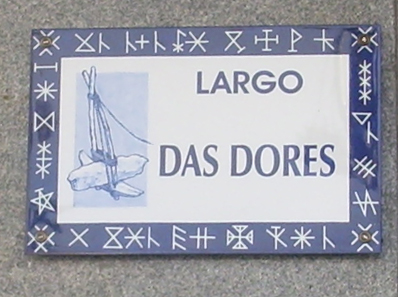
Placa de logradouro com várias siglas poveiras na moldura.

A atividade piscatória na enseada natural da Póvoa de Varzim está comprovada desde a antiguidade, mas é nos séculos XVIII e XIX que o povoado ganha o estatuto de maior praia de pescado do norte e centro do país. Nessa altura eram milhares de pescadores a usavam o areal para secarem e consertaram os seus inúmeros (e idênticos) aprestos de pesca, pelo que a identificação de posse se tornava uma questão especialmente sensível.
Também a faina no mar levantava questões da mesma natureza, como a do reconhecimento das redes de cada embarcação ou a marcação do peixe capturado por cada um dos membros da “companha”. Revelando um grande sentido prático, a “colmeia” piscatória desenvolveu diferentes sistemas de marcação, cada um adaptado à situação identificada, formando sistemas organizados cujos códigos eram totalmente dominados pela comunidade, mas desconhecidos fora dela.
Para a identificação dos aprestos, o poveiro partiu de um conceito cujas raízes se perdem nas brumas da história, mas acrescentou-lhe peculiaridades que lhe adicionaram outras funções. O sistema baseia-se no uso de símbolos gráficos – siglas  ou marcas (marka) – criados a partir da estilização de referências visuais do dia-a-dia. O enquadramento de um novo pescador na comunidade passava pelo desenvolvimento da sua própria sigla/marca, que não podia ser confundida com a de nenhum outro membro da “colmeia”. A partir da sigla inicial, este sistema de identificação individual obedecia a normas de construção e transmissão que permitiam a referenciação de cada individuo à família e, dentro desta, o respetivo lugar na linhagem.
Nas primeiras décadas do século XX, com a crescente alfabetização da classe e as profundas alterações nas técnicas e equipamentos de pesca, todas estas práticas caíram em desuso. Atualmente as siglas continuam a ser uma referência cultural às raízes piscatórias da Póvoa, mas agora totalmente desprovidas da simbologia de outrora. Vemo-las aplicadas como elementos decorativos em alguns equipamentos da cidade, ou recuperadas pelas famílias que orgulhosamente as usam como verdadeiros brasões, mesmo que as suas ligações à pesca tenham sido quebradas há várias gerações.
As siglas foram estudadas, pela primeira vez, por António dos Santos Graça no seu livro Epopeia dos Humildes. Editado em 1952, o livro contém centenas de siglas e a história e tragédia marítima poveiras. Outras das suas obras são O Poveiro (1932), A Crença do Poveiro nas Almas Penadas (1933) e Inscrições Tumulares por Siglas (1942).
Em 1980, uma exposição sobre as siglas, organizada por João Francisco Marques no Museu de História e Etnografia, recebeu o prémio internacional European of the Year Award como a melhor exposição temática. Para valorizar essa antiga tradição, a Câmara decidiu adoptar um novo modelo nas placas identificatórias de alguns logradouros, com o nome do local rodeado de uma moldura onde são gravadas diversas siglas. 287 placas foram instaladas em todas as artérias centrais da cidade.
Mais recentemente, Eduardo da Silva Travessas em Rema Parente Que Lá Fora Vem Mar. História das tragédias marítimas de Aver-o-Mar apresenta uma lista de marcas utilizadas por pescadores de Aver-o-Mar com um grafismo e tradição semelhantes às siglas poveiras.

## Marcas familiares

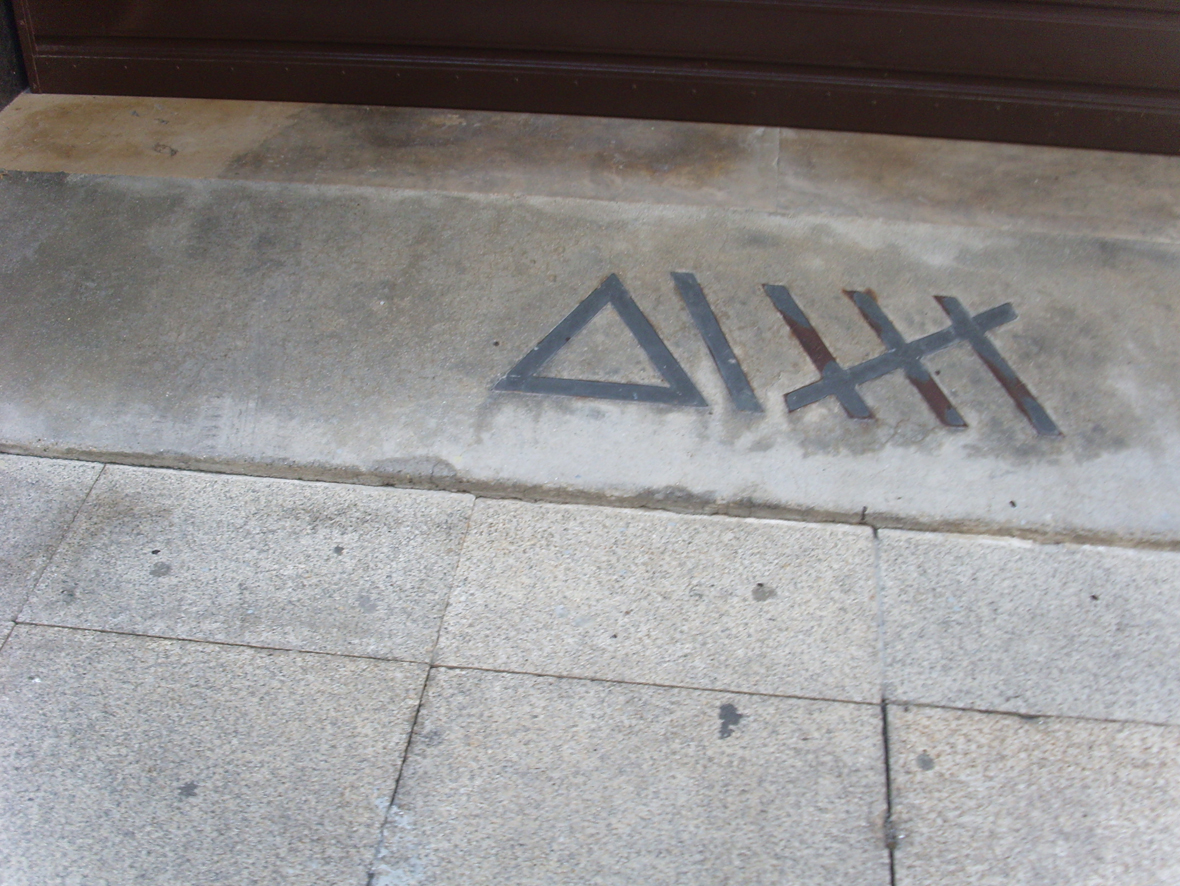
Marca na soleira de uma garagem particular na Rua Cândido Landolt no centro da Póvoa.

As marcas são consideradas brasões de família, usadas desde tempos imemoriais pela comunidade, e com estes símbolos marcam-se todos os objetos marítimos e caseiros, ou seja, são um registo de propriedade. A "marca-brasão" de uma família era conhecida por toda a comunidade poveira, sendo os filhos reconhecidos através da contagem dos piques, uma sigla que corresponderia a um traço.
Este sistema de assinatura familiar revelava-se útil, eram usadas pelos vendedores no seu livro de conta fiada, sendo lidas e reconhecidas como reconhecemos um nome escrito em alfabeto latino. Os valores em dinheiro eram simbolizados por rodelas e riscos designando vinténs e tostões, respectivamente; e desenhados depois da marca de um dado indivíduo. Mas é nos túmulos que a «marca-sigla» adquire o cunho pessoal, a sigla gravada na lousa tumular indicava o indivíduo que jazia na sepultura.
Segundo conta o então capitão do porto de Leixões, o conde de Vilas Boas, um indivíduo furtou uma bússola na Póvoa de Varzim e foi vendê-la a Matosinhos, mas desconhecia que uns "sarrabiscos" gravados na tampa indicavam quem era o dono. A primeira pessoa a quem tentou vender foi a uma poveira. Esta reconheceu imediatamente a sigla e seu dono e com outros pescadores, que também reconheceram a marca, levaram o homem, à força, para a capitania.

### Herança da marca

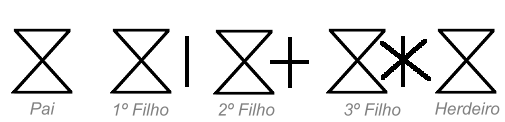
Um exemplo de siglas poveiras hereditárias numa família de quatro filhos. A posição dos piques varia consoante a família.

As marcas são brasões de famílias hereditários, transmitidos por herança de pais para filhos, têm simbolismo e só os herdeiros podem usar.
As marcas eram passadas do pai para o filho mais novo. Aos restantes filhos eram dadas a mesma marca mas com «pique». Assim, o filho mais velho tem um pique, o segundo dois, e por aí em diante, até ao filho mais novo que não teria nenhum pique, herdando assim a marca-brasão de seu pai. Existiam vários modos de colocar os piques na marca, desde picar, gradar até cruzar a marca. Formando-se assim, conforme o número de piques, cruzes, estrelas, grades.
Na tradição poveira, que ainda perdura, o herdeiro da família é o filho mais novo tal como na antiga Bretanha e na Dinamarca. O filho mais novo é o herdeiro dado que é esperado que tome conta dos seus pais quando estes se tornassem idosos. O Poveiro, ao chegar à meia idade, dava o lugar na lancha ao filho mais novo, que lhe tomava conta da rede e aprestos sinalados.
Para as gerações seguintes, a dos netos, a regra é idêntica. Estes têm para além dos seus piques, os piques na marca do pai, caso nenhum dos dois seja o filho mais novo.

## Siglas mágico-religiosas

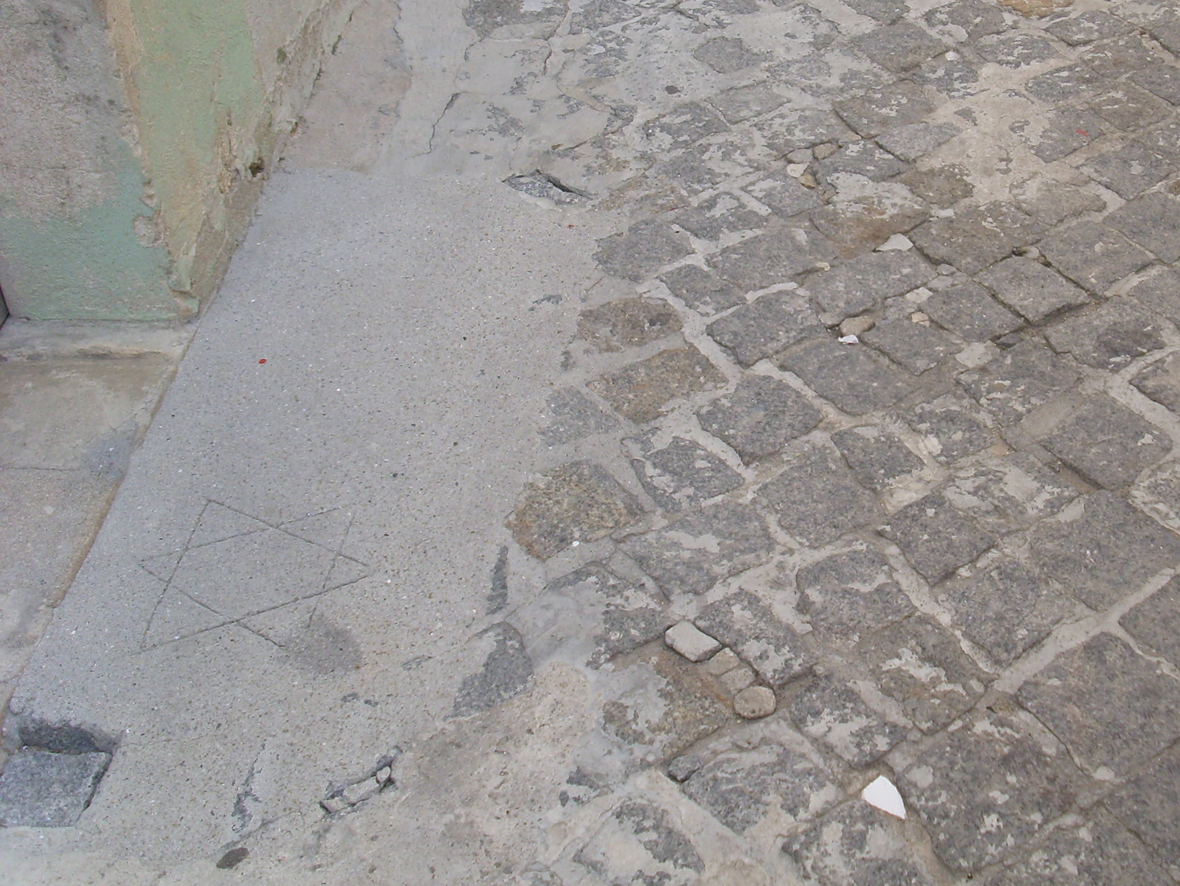
Sanselimão desenhado junto à porta de uma casa na Rua da Quingosta, uma das mais estreitas e antigas ruas poveiras.

### Capelas em praias e montes
Locais úteis para o estudo das siglas são os templos religiosos localizados não só na cidade e no seu concelho, mas também por todo o restante noroeste peninsular, em especial na região portuguesa do Minho, mas também na Galiza.
Os poveiros, ao longo de gerações, costumavam gravar nas portas das capelas perto de areais ou montes a sua marca como documento de passagem ou como promessas da campanha. Todos os barcos têm o seu santo patrono e em toda a divisão de lucros, há sempre umas moedas para o santo. Estas moedas ficavam na posse do mestre da embarcação. Quando este as vai cumprir, quase sempre no dia de festa ou romaria do santo invocado, grava a sua marca na porta da capela, arco cruzeiro ou caixa das Esmolas testemunhando que desempenhou devotadamente o encargo que lhe foi confiado. A marca serviria para como que os poveiros que mais tarde a vissem que passou por ali ou para trazer boa ventura a si mesmos pelo santo que fora venerar. Isso pode ser verificado na Nossa Senhora da Bonança, em Esposende, e Santa Trega (Santa Tecla) no monte junto a Guarda na Galiza.
Em 23 de Setembro de 1991 é inaugurada nas festividades de Santa Trega, uma escultura em honra às siglas poveiras que recorda a antiga porta coberta de siglas da capela de Santa Trega, por forma a perdurar o que tinha sido perdido, com a inauguração veio da Póvoa de Varzim uma expedição a bordo da lancha poveira Fé em Deus, cujos pescadores subiram ao Trega e oraram na ermida dedicada à padroeira do Monte. Os montes perto da costa, por serem visíveis do mar, têm importância na religiosidade dos poveiros. Outrora, os pescadores iam ao monte rezar à santa num ritual com cantigas de forma a mudar os ventos para que pudessem regressar a casa.
As marcas eram usadas de forma semelhantes nos templos de Senhora da Abadia e São Bento da Porta Aberta, em Terras de Bouro, São Torcato, em Guimarães e Senhora da Guia, em Vila do Conde e na Capela de Santa Cruz em Balazar.

### Divisas

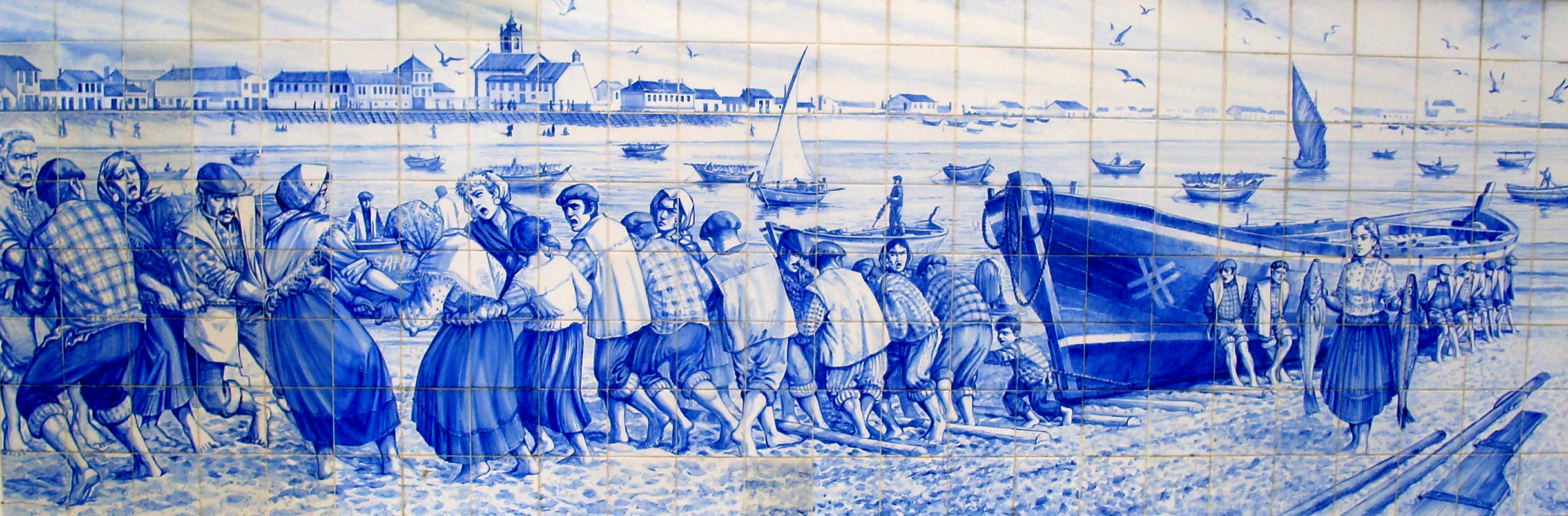
Representação de siglas poveiras num azulejo que representa a Ala-Arriba!. É visível a "divisa" da embarcação.

O peixe apanhado na rede pertencia ao seu proprietário, quer seja lanchão ou sardinheiro, os peixes eram assim marcados com sigla e entregues às mulheres dos donos da rede. As "marcas de peixe" são golpes feitos em forma de sigla no peixe em diferentes pontos.
A tripulação de cada barco tinha também uma sigla que era usada por todos os tripulantes, caso estes mudassem de barco passariam a usar a sigla desse barco. Estas siglas eram chamadas de "divisas".
As divisas são verdadeiros "escudos d'armas", destinados ao reconhecimento do barco, mas, curiosamente, eram diferentes da marca do dono do barco. Note-se que tudo o que o poveiro possuía era marcado com a sua marca pessoal, excepto o barco. Este facto aponta, segundo Octávio Lixa Filgueiras, para que os barcos estivessem sujeitos predominantemente a invocações mágico-religiosas, adoptando-se um santo-patrono para a embarcação, ganhando um carácter mítico, envolto em símbolos protectores.
Cinco dias depois, entrava na barra da Póvoa, uma lancha encarnada que, pelas suas divisas, sarilho, peixe e panal à proa, panal e quatro piques em cruz à ré, se reconheceu ser a lendária lancha Santa Philomena.
Vinha finalmente, descansar de tanta luta e fadiga na acolhedora praia da terra-mãe.